# La Chapelle-Enchérie
La Chapelle-Enchérie là một xã thuộc tỉnh Loir-et-Cher trong vùng Centre-Val de Loire miền trung nước Pháp.